# Vecchia zimarra
Vecchia zimarra est un air d'opéra chanté par le philosophe Colline, une basse, dans le quatrième tableau de La Bohème de Gioacomo Puccini. Les librettistes sont Giuseppe Giacosa et Luigi Illica, qui se sont inspirés  des Scènes de la vie de bohème, un roman d’Henri Murger, et de son adaptation théâtrale, La Vie de bohème.
À cet instant de l'histoire, Mimi, très malade, est sur le point de mourir. Ses amis décident d'aller céder ses bijoux (Musetta), et son pardessus (Colline) au Mont-de-piété. Avec beaucoup d'émotion, le philosophe fait ses adieux à son vieux manteau.

## Texte
| Paroles originales (italien) | Traduction |
| --- | --- |
| Vecchia zimarra, senti, io resto al pian, tu ascendere il sacro monte or devi. Le mie grazie ricevi. Mai non curvasti il logoro <dorso a ricchi, ai potenti,> [dorso ai ricchi ed ai potenti] [né cercasti le frasche dei dorati gingilli] Passar nelle tue tasche come in antri tranquilli filosofi e poeti. Ora che i giorni lieti fuggir, ti dico: addio fedele amico mio. Addio, addio. | Vieille veste, écoute, Je reste ici-bas, toi tu gravis Le saint Mont-de-Piété. Reçois mes remerciements. Tu n'as jamais courbé l'échine Devant les riches et les puissants. Sont passés dans tes poches Comme des refuges tranquilles Des philosophes et des poètes. Les jours heureux s'enfuient Et je te dis: adieu Mon fidèle ami. Adieu, adieu. |